# Чуйковский сельский совет (Ямпольский район)
Чуйковский сельский совет (укр. Чуйківська сільська рада) — входит в состав
Ямпольского района
Сумской области
Украины.
Административный центр сельского совета находится в 
с. Чуйковка
.

## Населённые пункты совета
- с. Чуйковка
- с. Бугор
- с. Никитское
- с. Объединенное